# 425
425. је била проста година.

## Догађаји
- Римски грађански рат: Јован, римски узурпатор, поражен је код утврђеног града Равене и доведен је у Аквилеју. После понижавајуће параде на магарцу и тамо погубљен.
- Флавије Аеције предводи групу Хуна (60.000 људи) у северну Италију. Он постиже компромис са Плацидијом, у замену за добијање чина главног команданта (магистер милитум) у Галији.
- Хуни напредују без отпора на Цариград, али их је зауставила куга која је десетковала њихове хорде (видети 433).
- Након смрти Гамалијела VI, Римско царство распушта Синедрион.
- Последња позната употреба демотског писма у Египту (452).
- 425–426 – Изграђен маузолеј Гале Плацидије.
- Будизам почиње да се шири у југоисточну Азију.

### Фебруар
- 27. фебруар — основан Цариградски универзитет

### Октобар
- 23. октобар — Валентинијан III проглашен у Риму за цара Западног римског царства са само 6 година.

## Смрти
- 5. новембар – Атик, архиепископ Цариграда
- Гамалило VI, последњи првосвештеник Синедриона